# Tachina enodata
Tachina enodata är en tvåvingeart som beskrevs av Walker 1853. Tachina enodata ingår i släktet Tachina och familjen parasitflugor. Inga underarter finns listade i Catalogue of Life.